# Saint-Urbain (Vendée)
Saint-Urbain ist eine französische Gemeinde mit 1996 Einwohnern (Stand: 1. Januar 2022) im Département Vendée in der Region Pays de la Loire; sie gehört zum Arrondissement Les Sables-d’Olonne und zum Kanton Saint-Jean-de-Monts (bis 2015: Kanton Beauvoir-sur-Mer). Die Einwohner werden Saint-Urbainais genannt.

## Geographie
Saint-Urbain liegt etwa 51 Kilometer südwestlich von Nantes nahe dem Golf von Biskaya. Umgeben wird Saint-Urbain von den Nachbargemeinden Saint-Gervais im Norden, Sallertaine im Osten und Süden, La Barre-de-Monts im Westen und Südwesten sowie Beauvoir-sur-Mer im Nordwesten.

## Bevölkerungsentwicklung
| Jahr      | 1962 | 1968 | 1975 | 1982 | 1990 | 1999 | 2006 | 2012 |
| Einwohner | 595  | 580  | 562  | 565  | 621  | 770  | 1221 | 1734 |

## Sehenswürdigkeiten
- Schloss Bonnetière